# Stazione meteorologica di Marsala
La stazione meteorologica di Marsala è la stazione meteorologica di riferimento relativa alla città di Marsala.

## Coordinate geografiche
La stazione meteorologica si trova nell'Italia insulare, in Sicilia, in provincia di Trapani, nel comune di Marsala, a 12 metri s.l.m. e alle coordinate geografiche 37°48′N 12°26′E.

## Dati climatologici
In base alla media trentennale di riferimento 1961-1990, la temperatura media del mese più freddo, gennaio, si attesta a +11,8 °C; quella del mese più caldo, agosto, è di +24,7 °C.
| Marsala (1961-1990) | Mesi | Mesi | Mesi | Mesi | Mesi | Mesi | Mesi | Mesi | Mesi | Mesi | Mesi | Mesi | Stagioni | Stagioni | Stagioni | Stagioni | Anno |
| Marsala (1961-1990) | Gen  | Feb  | Mar  | Apr  | Mag  | Giu  | Lug  | Ago  | Set  | Ott  | Nov  | Dic  | Inv      | Pri      | Est      | Aut      | Anno |
| ------------------- | ---- | ---- | ---- | ---- | ---- | ---- | ---- | ---- | ---- | ---- | ---- | ---- | -------- | -------- | -------- | -------- | ---- |
| T. max. media (°C)  | 16,0 | 16,2 | 17,5 | 19,6 | 22,9 | 26,9 | 29,4 | 30,3 | 28,0 | 24,3 | 20,4 | 17,1 | 16,4     | 20,0     | 28,9     | 24,2     | 22,4 |
| T. min. media (°C)  | 7,7  | 7,8  | 8,7  | 10,6 | 13,6 | 16,8 | 18,8 | 19,2 | 18,0 | 14,8 | 12,0 | 9,1  | 8,2      | 11,0     | 18,3     | 14,9     | 13,1 |